# 六氰合铁(II)酸
六氰合铁(II)酸是一种无机化合物，化学式为H4[Fe(CN)6]，是一种强酸。

## 制备
六氰合铁(II)酸可以由盐酸或冷的硫酸和亚铁氰酸钾在乙醚中反应，之后在80~90℃的氢气流中加热脱去乙醚得到。

## 性质
六氰合铁(II)酸可溶于水，在浓盐酸中溶解度较小。不溶于乙醚。它的一、二级电离较为完全。
六氰合铁(II)酸暴露于空气中立刻变为浅蓝色，在空气中加热分解。若隔绝空气，则可加热至100℃不分解。

## 用途
六氰合铁(II)酸可用于制备其铵盐。